# Catedrala Notre-Dame din Strasbourg
Catedrala Notre-Dame din Strasbourg (în franceză Cathédrale Notre-Dame de Strasbourg, în germană Liebfrauenmünster zu Straßburg sau Straßburger Münster) este un lăcaș de cult romano-catolic construit în orașul omonim la sfârșitul sec. al VII-lea, pe locul unui fost templu roman. De-a lungul timpului catedrala a aparținut atât cultului catolic cât și celui protestant. În prezent aparține cultului romano-catolic. Din 1988 Catedrala Notre-Dame din Strasbourg a fost inclusă în Patrimoniul Mondial UNESCO. 

## Istorie
Catedrala a fost ridicată de către episcopul Sfântul Arbogast din dioceza Strasbourgului. În sec. al VIII-lea, prima catedrală a fost înlocuită de o clădire mai importantă, construcția căreia urma să fie finisată sub domnia Charlemagne. Episcopul Remigius von Strasburg si-a dorit sa fie înmormântat în cripta acesteia, potrivit testamentului său din anul 778. Noile cercetări au ajuns la concluzia că această catedrală carolingiană avea trei nave și trei abside. Catedrala a luat foc în mai multe rânduri - 873, 1002 și 1007.

## Fenomen optic

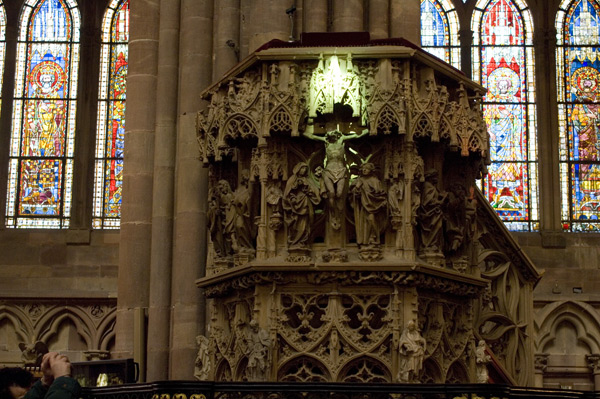
Catedrala Notre-Dame din Strasbourg
Raza verde pe porțiunea amvonului care se află deasupra statuii lui Hristos pe Cruce,
la 11 h 38, la echinocțiul de primăvară și la 12 h 24, la echinocțiul de toamnă.

Unii vorbesc despre o „rază verde” pentru a desemna un fenomen optic, care se produce la echinocții în Catedrala Notre-Dame din Strasbourg și care se manifestă prin proiecția unei pete de lumină verde pe amvon. Această pată de lumină este produsă de razele solare care trec printr-o piesă a unui vitraliu al triforiului meridional, care îl reprezentă pe patriarhul Iuda. Vitraliul datează din 1875, însă primele mențiuni ale acestei raze verzi sunt mult posterioare. Fenomenul observat în prezent se manifestă după o restaurare făcută între anii 1950 și 1971.